# Carol Emanuel
Carol Emanuel je americká harfenistka. Od osmdesátých let spolupracuje s hudebním skladatelem a saxofonistou Johnem Zornem a hrála na mnoha jeho albech. Během své kariéry spolupracovala s mnoha dalšími hudebníky, mezi které patří Anthony Braxton, Wadada Leo Smith, Arto Lindsay, Björk, Bobby Previte nebo Cyndi Lauper. Rovněž vydala několik alb pod svým jménem; patří mezi ně napříklkad Allow It to Happen z roku 2010.

## Diskografie (výběr)
- Spirit Catcher (Wadada Leo Smith, 1980)
- The Big Gundown (John Zorn, 1985)
- Cobra (John Zorn, 1987)
- Spillane (John Zorn, 1987)
- Claude's Late Morning (Bobby Previte, 1988)
- Empty Suits (Bobby Previte, 1990)
- Mais (Marisa Monte, 1991)
- Filmworks I: 1986-1990 (John Zorn, 1991)
- Music of the Moscow Circus (Bobby Previte, 1991)
- Filmworks II: Music for an Untitled Film by Walter Hill (John Zorn, 1995)
- Filmworks III: 1990-1995 (John Zorn, 1995)
- Redbird (John Zorn, 1995)
- Filmworks IV: S&M + More (John Zorn, 1996)
- Filmworks VII: Cynical Hysterie Hour (John Zorn, 1996)
- The Bribe (John Zorn, 1998)
- Godard/Spillane (John Zorn, 1999)
- At Last (Cyndi Lauper, 2003)
- Filmworks XX: Sholem Aleichem (John Zorn, 2008)
- Filmworks XXI: Belle de Nature/The New Rijksmuseum (John Zorn, 2008)
- Femina (John Zorn, 2009)
- The Goddess - Music for the Ancient of Days (John Zorn, 2010)
- Biophilia (Björk, 2011)
- The Gnostic Preludes (John Zorn, 2012)
- A Vision in Blakelight (John Zorn, 2012)
- The Mysteries (John Zorn, 2013)
- In Lambeth - Visions from the Walled Garden of William Blake (John Zorn, 2013)